# Баклановые
Бакла́новые (лат. Phalacrocoracidae) — семейство птиц отряда олушеобразных.

## Систематика
Международный союз орнитологов признаёт семь родов баклановых:
- Microcarbo (5 видов)
- Poikilocarbo (1 вид — красноногий баклан)
- Urile (4 вида, включая один вымерший в XIX веке)
- Phalacrocorax (12 видов; по другой версии — 11)
- Gulosus (1 вид — хохлатый баклан)
- Nannopterum (3 вида)
- Leucocarbo (16 видов)

Такой же классификации придерживаются Международный союз охраны природы и BirdLife International. 
Ранее в составе семейства обычно выделяли три рода (Microcarbo, Phalacrocorax, Leucocarbo), классифицируя представителей всех остальных родов в парафилетическом роде Phalacrocorax.

## Распространение
Широко распространены по всему миру, с большим биологическим разнообразием в тропическом и умеренном климате. Обитают на морских побережьях континентов и островов, а также по берегам рек, озёр, а также на заболоченных территориях. На территории Российской Федерации обитает шесть видов баклановых: большой баклан (P. carbo), уссурийский баклан (P. capillatus), хохлатый баклан (G. aristotelis), берингов баклан (U. pelagicus), краснолицый баклан (U. urile) и малый баклан (M. pygmaeus).

## Описание
Средние либо достаточно крупные птицы размером с утку или гуся. Длина тела 50—100 см, размах крыльев 80—160 см. Оперение у большинства видов чёрное с металлическим блеском; у некоторых видов имеются белые пятна на голове и брюхе. Во время высиживания и выведения цыплят голые участки кожи на голове, горловой мешок, кольца вокруг глаз и клюв становятся красными, жёлтыми, зелёными или коричневыми. Как правило, половой диморфизм (видимые различия у самок и самцов) проявляется только в размере (самцы крупнее). У молодых особей оперение светло-коричневое, причём нижняя часть светлее верхней. Тонкий цилиндрический клюв на конце загнут в виде крючка, ноздри отсутствуют. У основания клюва имеется участок голой кожи, по форме которого различают близкие виды. Лапы перепончатые, расположены далеко сзади. Длинные крылья, шея и хвост делают их силуэт в полёте крестообразным. Голова у сидящей, плывущей или летящей птицы обычно чуть приподнята. На суше сидят вертикально, вытянув шею, на воде — глубоко, опустив в воду хвост и приподняв клюв. Полёт быстрый, прямолинейный. С воды взлетают с разбега.

## Поведение
Хорошо ныряют, при этом прозрачная мигательная перепонка служит как бы подводными очками. Утром и вечером можно видеть, как большие стаи бакланов летят цепочками с ночёвки к местам охоты и обратно. Голос — глухое карканье или стон.

### Питание
Питаются в основном рыбой (мойва, анчоус, сельдь, сардина), но могут употреблять в пищу моллюсков, ракообразных и головоногих. Живущие на островах питаются рыбой, лягушками, водными насекомыми, морскими змеями и черепахами.

### Размножение
Гнездятся колониями, часто крупными, обычно вместе с другими колониальными птицами и другими животными: чайками, крачками, пингвинами, олушами, котиками и другими. Гнездо строят из веток и травы на деревьях, реже на заломах тростника, плоских островках или на прибрежных скалах. Кладка из 4—6 матовых, голубоватых с белыми потёками яиц. Период инкубации длится 24—31 день, яйца откладываются поочерёдно в течение нескольких дней, поэтому птенцы вылупляются и сильно отличаются друг от друга размерами. Только появившиеся птенцы беспомощны, оперение у них отсутствует. Период до оперения сильно различается и длится 35—80 дней. Иногда кормление птенцов родителями продолжается и после оперение в течение двух-четырёх месяцев. Взрослое оперение у разных видов появляется в разные промежутки времени от одного до четырёх лет. Половая зрелость наступает через два — четыре года в зависимости от вида.